# Almindelig firtand
Almindelig firtand (Tetraphis pellucida) er et almindeligt mos i Danmark på gamle træstubbe og på tørvejord i skove. Det videnskabelige artsnavn pellucida betyder på latin 'gennemsigtig'.